# مارك هاريس (لاعب كرة لينة)
مارك هاريس (بالإنجليزية: Mark Harris)‏ هو لاعب كرة لينة أسترالي، ولد في 29 مارس 1985.